# Chiesa di Santa Maria della Neve dei Foglianti
La chiesa di Santa Maria della Neve dei Foglianti, anche nota come Santa Maria dei Foglianti, era una piccola chiesa conventuale e devozionale che sorgeva nell'angolo est dell'incrocio tra la via Rasella e la via del Boccaccio, nel rione Trevi di Roma, a nord del palazzo del Quirinale. Era dedicata alla Madonna della Neve.

## Storia

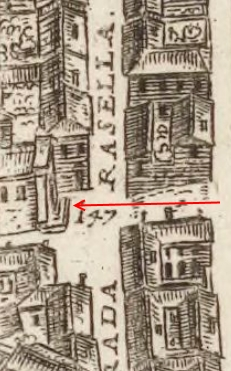
La chiesa in un dettaglio della mappa di Roma di Giovanni Battista Falda (1676)

Questa chiesa fu costruita dai Foglianti, una congregazione cistercense francese riformata, nel 1626 (o nel 1635). Secondo Mariano Armellini, il convento minuscolo era la residenza del procuratore, il rappresentante della congregazione a Roma, e dipendeva dal convento di San Bernardo a Parigi, comunemente noto con il nome di "chiesa dei Foglianti" (Eglise des Feuillants). Questa disposizione era necessaria in quanto la congregazione era separata dall'ordine cistercense ed era amministrata separatamente. Anche l'abbazia di San Bernardo alle Terme, dall'altra parte del colle Quirinale, apparteneva alla stessa congregazione.
La chiesa ospitava un'icona soggetta a venerazione della Vergine col Bambino, e, per questo motivo, fungeva da cappella devozionale. Nel 1748 era già nota come "Santa Maria della Neve" ed era già legata alla confraternita della Madonna della Neve, con sede nella basilica di Santa Maria Maggiore.
Con la soppressione dei Foglianti durante la rivoluzione francese, nel 1791, la chiesetta passò alla confraternita. Tuttavia, venne demolita durante l'occupazione francese di Roma, intorno al 1810, costringendo la confraternita a trasferirsi nella chiesa moderna di Santa Maria della Neve al Colosseo. Per questo motivo le due chiese vengono confuse spesso nelle fonti.

## Descrizione
All'angolo tra via del Boccaccio e la via Rasella c'è una piazzetta formata dall'arretramento della facciata dei due edifici di ambo i lati della prima via. Nell'angolo est si trova l'albergo de Petris, che presenta un portale curvo rivolto verso via Rasella, che sorge dove c'era quello della chiesa antica, che si affacciava anch'essa lungo questa via. Aveva una pianta rettangolare, quasi quadrata, senza un'abside. La volta era sostenuta da un paio di paraste da ciascun lato della parete. Il piccolo convento occupava un terreno che dal lato est della piazzetta saliva fino alla parete destra della chiesa. Dietro c'era un piccolo giardino.